# Pictorial Guide to the Lakeland Fells
A Pictorial Guide to the Lakeland Fells being an illustrated account of a study and exploration of the mountains in the English Lake District ist eine Serie von sieben Büchern des englischen Autors A. Wainwright, in denen die Berge (Fells) des Lake District im nordwestlichen England beschrieben werden. Die Bücher wurden über einen Zeitraum von 13 Jahren seit 1952 geschrieben und sind eine Reproduktion des mit zahlreichen Federzeichnungen illustrierten komplett handgeschriebenen Manuskripts.
Seit den Erstveröffentlichungen in den Jahren 1955 bis 1966 wurden bisher mehr als zwei Millionen Exemplare verkauft. Bei den meisten Wanderern (Hillwalker) Englands gelten diese Bücher als das Standardwerk unter den Wanderführern über die Fells des Lake District. Die 214 in den sieben Bänden beschriebenen Fells werden allgemein als The Wainwrights bezeichnet und es ist eine beliebte Herausforderung, alle zu besteigen. Man vermutet, dass es bisher etwa 500 Personen gelungen ist, dieses Ziel zu erreichen.

## Gliederung
Die sieben Bücher sind wie folgt gegliedert:
- Band 1: The Eastern Fells ISBN 0-7112-2454-4
- Band 2: The Far Eastern Fells ISBN 0-7112-2455-2
- Band 3: The Central Fells ISBN 0-7112-2456-0
- Band 4: The Southern Fells ISBN 0-7112-2457-9
- Band 5: The Northern Fells ISBN 0-7112-2458-7
- Band 6: The Northwestern Fells ISBN 0-7112-2459-5
- Band 7: The Western Fells ISBN 0-7112-2460-9

## Stil und Layout
Die Bücher sind eine Reproduktion Wainwrights handgeschriebener Manuskripte. In seiner akkuraten Handschrift sind die Kapitel im Blocksatz geschrieben. Zur Unterscheidung besonderer Anmerkungen oder Themenblöcke bediente er sich verschiedener Schriftgrößen und es gibt auch kursive oder fette Hervorhebungen, so dass man den Eindruck gewinnt, die Bücher sind in einer handschriftlich gestalteten Schriftart gesetzt. Er legte auch besonderen Wert darauf, dass es am Zeilenende keine Trennungen gibt.
Die Illustrationen sind Federzeichnungen nach schwarz-weiß Fotos, die Wainwright während seiner Wanderungen anfertigte.

## Inhalt
Jedes Buch ist auf die gleiche Art gegliedert. Nach der Einleitung folgen alphabetisch geordnet die Beschreibungen der einzelnen Berge. Am Ende sind abschließende persönliche Bemerkungen angefügt.

### Einleitung
In der Einleitung gibt es eine Erklärung der geografischen Einteilung des Lake District in sieben Regionen, eine Zeichenerklärung, eine alphabetische Liste der im jeweiligen Band enthaltenen Berge mit schematischer Übersichtskarte sowie eine Beschreibung des im Buch behandelten Gebietes.

### Bergbeschreibungen
Jedem der 214 Fells ist in den Büchern ein eigenes Kapitel gewidmet. Es beginnt mit einer Ansicht des Berges und einer ein- bis mehrseitigen Beschreibung der geografischen, geschichtlichen und besonderen örtlichen Gegebenheiten des jeweiligen Berges, gefolgt von einer Karte, auf der die wichtigsten Routen zum Gipfel eingezeichnet sind. Danach wird jede dieser Routen auf einer Seite mittels Anstiegskizzen genau beschrieben und mit einigen zusätzlichen Skizzen versehen. Dabei geht Wainwright auch auf örtliche Besonderheiten ein, wie z. B. besonders geformte Felsen, sehenswerte Wasserfälle, kleinere Bäche oder dem Grabstein eines Hundebesitzers für seinen besonders treuen und beliebten Jagdhund. Illustrationen zeigen weitere interessante Punkte, wie besonders auffällige Felsformationen, Ruinen, Brücken oder Steinbrüche. Die folgenden Seiten zeigen eine Ansicht des Gipfels und eine vereinfachte Skizze der Skyline des Panoramas mit genauer Bezeichnung der erkennbaren Berge und deren Distanz. Weiterhin gibt es Bemerkungen zu Abstiegsmöglichkeiten mit Hinweisen, ob diese Wege bei schlechtem Wetter oder Nebel zu empfehlen sind. Abschließend werden noch Ridge Routes beschrieben, das sind direkte Verbindungen zwischen Gipfeln, ohne dass man viel an Höhe verliert.
Je nach Höhe, Bekanntheit und Anzahl der interessanten Punkte variieren diese Kapitel in der Länge. Das Kapitel mit der höchsten Seitenzahl (36) ist nicht der Scafell Pike, der höchste Berg Englands, sondern das Kapitel über Blencathra.

### Persönliche Schlussbemerkungen
Jedes Buch schließt mit persönlichen Bemerkungen des Autors ab, in denen er ein paar Gedanken zur Erstellung des Buches, seine Erlebnisse während der Recherchen und andere, das jeweilige Gebiet betreffende, Informationen und Anekdoten niederschreibt.
Im siebten und letzten Band stellt Wainwright einige Favoritenlisten zusammen, in denen er die sechs besten Fells, Gipfel und sonstige Orte (außer Gipfel), an denen sich ein Fellwalker befinden kann vorstellt.
Die besten Fells
- Scafell Pike
- Bowfell
- Pillar
- Great Gable
- Blencathra
- Crinkle Crags

Die besten Gipfel
- Dow Crag
- Harter Fell
- Helm Crag
- Eagle Crag
- Slight Side
- Steeple

Die sechs besten sonstigen Orte
- Striding Edge, Helvellyn
- Lords Rake, Scafell
- Mickledore, Scafell
- Sharp Edge, Blencathra
- South Traverse, Great Gable
- Shamrock Traverse, Pillar

## Widmung
Anders als viele Autoren, die ihre Werke besonderen Personen aus ihrem Umfeld widmen, beginnen Wainwrights Bücher jeweils mit einer eher ungewöhnlichen Widmung:
- Band 1: "Den Männern der Ordnance Survey"
- Band 2: "Den Erbauern der Steinmauern"
- Band 3: "Den Hunden des Lakeland"
- Band 4: "Den Schafen des Lakeland"
- Band 5: "Dem einsamen Wanderer in den Fells"
- Band 6: "Meinem rechten und meinem linken Bein"
- Band 7: "Allen die mir geholfen haben"

## Persönliche Darstellung
Obwohl Wainwright ein sehr scheuer und introvertierter Mensch war, fügte er in jedem Band eine Zeichnung ein, die ihn selbst darstellt. Sie zeigen ihn jedoch nicht im Porträt, sondern lediglich von hinten, ein Panorama des Lake District betrachtend. Da die übrigen Illustrationen der Bücher in der Regel keine Personen zeigen und die Merkmale der dargestellten Person eindeutig sind, besteht kein Zweifel, dass er sich selbst abgebildet hat:
- Band 1: Ansicht Blencathra von Clough Head
- Band 2: Ansicht Haweswater von Harter Fell
- Band 3: Ansicht Thirlmere von Raven Crag
- Band 4: Ansicht Pinnacle, Scafell
- Band 5: Binsey Ansicht mit betagtem Briten
- Band 6: Ansicht High Stile von Lanthwaite Hill
- Band 7: Ansicht Yewbarrow von Gatherstone Head

## Geschichte
Ursprünglich waren die Aufzeichnungen und Skizzen Wainwrights nicht zur Veröffentlichung vorgesehen. Das erste Buch The Eastern Fells wurde geschrieben zum "persönlichen Vergnügen und zur Erinnerung für spätere Zeiten, um in den Fells zu wandern, lange nachdem die Beine ihren Dienst versagt haben". Nachdem das Buch jedoch fertig war, empfand Wainwright den Wunsch, seine Erlebnisse mit anderen zu teilen und wurde darin von Freunden unterstützt. Nach Veröffentlichung des ersten Buches, in dem er weitere Bücher ankündigte, war er in der Pflicht seiner Leser, deren Zahl ständig zunahm, und er arbeitete die nächsten Jahre ununterbrochen an den Beschreibungen der 214 Fells.
2003 gingen die bis zu diesem Zeitpunkt konstanten Verkaufszahlen zurück und der Verlag wollte die Herausgabe einstellen. Die Rechte wurden jedoch vom Verlag Frances Lincoln gekauft, der seitdem die bekanntesten und beliebtesten Wanderführer des Lake District herausgibt.

## Überarbeitung
In den Jahren 2007 bis 2010 wurden die Bücher von Chris Jesty überarbeitet und durch den Verlag Frances Lincoln neu gedruckt. Erscheinungsbild und Layout werden jedoch nicht verändert. Die Änderungen wurden in einer speziell zu diesem Zweck angefertigten Schriftart vorgenommen, um sie möglichst wenig auffällig zu gestalten und das Gesamtbild der Seiten nicht zu zerstören. Auf dem Schutzumschlag ist statt einer Federzeichnung wie bei den Originalbüchern ein farbiges Foto.
Unter den Liebhabern der Bücher ist diese Überarbeitung nicht unumstritten. Zum einen wird die Notwendigkeit einer Überarbeitung anerkannt, obwohl Wainwright immer betont hat, dass er keine solche Aktualisierung vornehmen wolle. Doch in den 50 Jahren seit der Erstveröffentlichung haben sich viele beschriebene Merkmale verändert. So beschreibt Wainwright an einer Stelle ein „Tor zwischen zwei jungen Eichen“. Das Tor gibt es immer noch – und auch die Eichen. Wer jedoch junge Eichen sucht, wird vergeblich Ausschau halten. Es versteht sich von selbst, dass diese im Laufe der Jahre zu stattlichen Bäumen herangewachsen sind. Ähnliches ist mit „unbewohnten und verlassenen“ Farmhäusern geschehen, die inzwischen wieder aufgebaut wurden und als Ferienhäuser genutzt werden oder abgerissen wurden und endgültig verschwunden sind. An Stellen, an denen Wainwright Furten durch einen Bach beschreibt, gibt es mittlerweile Brücken, Steinbrüche wurden stillgelegt und Straßen neu gebaut, freie Flächen wurden bepflanzt und sind zu dichten Wäldern herangewachsen.
Auf der anderen Seite betrachtet man die Bücher als eine Art Kunstwerk und ist der Meinung, man sollte sie so lassen, wie der Autor sie geschaffen hat. Die Veränderungen in der Natur sind nicht so gravierend, dass sie nicht mit Überlegung und Beobachtung nachvollzogen werden können und deshalb nicht zur Verwirrung und Fehlinterpretation beitragen würden.

## Wainwrights sammeln
Die 214 beschriebenen Fells werden allgemein als The Wainwrights bezeichnet. Die Höhe der Fells liegt zwischen 985 Fuß (300 m) und 3210 Fuß (1070 m). Im Gegensatz zu den anderen kategorisierten englischen Bergen (Munros oder Marilyns), die nach objektiven Kriterien wie Höhe oder topografischen Eigenarten klassifiziert wurden, enthält diese Liste völlig unterschiedliche Berge. Wainwright hatte auch keinerlei Absicht, eine derartige Liste zu erstellen, deren einzige Gemeinsamkeit ist, dass diese Berge in seinen Büchern enthalten sind. Viele Hillwalker haben sich als Ziel gesetzt, alle 214 in den Büchern beschriebenen Wainwrights zu erklimmen, was allgemein als Fellbagging bezeichnet wird.